# Panicum mucronulatum
Panicum mucronulatum är en gräsart som beskrevs av Carl Christian Mez. Panicum mucronulatum ingår i släktet vipphirser, och familjen gräs. Inga underarter finns listade i Catalogue of Life.